# Cantone di Domart-en-Ponthieu
Il Cantone di Domart-en-Ponthieu era una divisione amministrativa dell'arrondissement di Amiens.
È stato soppresso a seguito della riforma complessiva dei cantoni del 2014, che è entrata in vigore con le elezioni dipartimentali del 2015.
Comprendeva i comuni di:
- Berneuil
- Berteaucourt-les-Dames
- Bonneville
- Canaples
- Domart-en-Ponthieu
- Fieffes-Montrelet
- Franqueville
- Fransu
- Halloy-lès-Pernois
- Havernas
- Lanches-Saint-Hilaire
- Naours
- Pernois
- Ribeaucourt
- Saint-Léger-lès-Domart
- Saint-Ouen
- Surcamps
- Vauchelles-lès-Domart
- La Vicogne
- Wargnies